# Уська-Орочская
У́ська-О́рочская — село в Ванинском районе Хабаровского края. Расположено на берегу реки Тумнин. Административный центр Уська-Орочского сельского поселения.

## История
В 1897 году на месте нынешнего села появилось орочское стойбище. Его первым жителем стал Осип Акунка (в просторечии — Оська), его имя со временем трансформировалось в «Уська» и стало орочским название села.
В 1908 году Уську посетил Владимир Клавдиевич Арсеньев, который провёл перепись населения в бассейне реки Тумнин. Согласно данным Арсеньева, население Уськи на тот момент составляло 32 человека.
Несколько шалашей из корья, позади амбарчики на сваях, рядом вешала с рыбой, распространяющееся зловонье. На берегу ульмагды, да оморочки, вечно голодные собаки, да грязные ребятишки – вот типичная картина орочского стойбища
В.К.Арсеньев о стойбище Уська
В 1924 году в СССР была проведена перепись населения, по данным которой в Уське проживало 107 человек.
В 1926 году в Уське был образован Орочский сельский совет. Первым председателем сельского совета был избран Михаил Петрович Намунка. В этом же году в селе Алексеевка, в 18 километрах от станции Уська, напротив большого стойбища орочей Монгохто, была открыта первая образовательная школа для детей орочей, в которую собрали 20 детей от 8 до 16 лет. Здесь же они учились и жили. В 1930 году стойбище из Алексеевки перевели в Уську, которая стала самым крупным стойбищем на реке Тумнин.
В 1934 году был образован колхоз «Ороч», в колхоз вошли не только жители села Уськи, но и орочи села Джугджу, Чепсары, Имбо, Уськи-Русской.
В 1936 году на месте стойбища было образовано село Усть-Орочи, образован Устьинский Совет депутатов трудящихся. На тот момент село относилось к Советскому району Приморской области Дальневосточного края. В 1938 году, после разделения Дальневосточного края на Хабаровский и Приморский, село вошло в состав Приморского края. В 1941 году Советский район был упразднён, его территория вошла в пригородную зону города Советская Гавань. В 1948 году пригородная зона была передана из Приморского края в Хабаровский.
Жители села Усть-Орочи участвовали в Великой Отечественной войне. 14 уроженцев села погибли на войне, в их числе — известный снайпер Кирилл Батум.
22 июня 1945 года открылось движение на железнодорожной линии Комсомольск-на-Амуре — Советская Гавань. Тогда же в селе была построена железнодорожная станция, которая и ныне, после переименования села, носит название Усть-Орочи.
В 1948 году недалеко от Усть-Орочей были построены два новых посёлка лесозаготовителей — Серпантин и Тёплый ключ, которые просуществовали до 1958 и 1977 года соответственно.
В 1960 году в селе было построено новое здание школы, появился детский сад, ясли и медпункт.
В 1965 году на территории пригородной зоны города Советская Гавань был создан Советско-Гаванский район, в состав которого вошло и село Усть-Орочи.
В 1967 году колхоз «Ороч» был объединён с колхозом «Заветы Ильича». Это вызвало отток населения из Усть-Орочей и прилегающих населённых пунктов, сёла Чепсары, Имбо, Джугжу, Сельхоз, «50-лет Октября» были полностью оставлены.
В 1971 году Усть-Орочская семилетняя школа-интернат была преобразована в среднюю школу.
27 декабря 1973 года из состава Советско-Гаванского района был выделен Ванинский район, в состав которого вошло и село Усть-Орочи.
В 1976 году в районе села произошёл сильный лесной пожар. Население, проживающее в Усть-Орочах и близлежащих сёлах, было эвакуировано. Огонь полностью уничтожил посёлок Тёплый ключ, а также сёла, оставленные населением после расформирования колхоза «Ороч».
В 1986 году, по решению Хабаровского крайисполкома, село Усть-Орочи было переименовано в село Уська-Орочская.

## Население
По состоянию на 2009 год в селе проживало 1111 человек, из них 552 мужчины и 559 женщин.
| 1992 | 2002  | 2010 | 2011 | 2012 | 2021 |
| ---- | ----- | ---- | ---- | ---- | ---- |
| 1400 | ↘1242 | ↘813 | ↘807 | ↘766 | ↘562 |

## Транспорт
Село Уська-Орочская расположено непосредственно возле железнодорожного полотна. В селе имеется железнодорожная станция (5 класс), билетная касса, принадлежащая ДОП Дальневосточной железной дороги, и зал ожидания на 25 мест.
От села имеется автомобильная дорога (грунтовая), которая выходит на автодорогу Совгавань-Монгохто в районе ж/д станции Дюанка. Дорога — горный серпантин, перепады высот до 300 метров. Автобусного сообщения нет.

## Образование и культура
В поселении расположена МБОУ СОШ с. Уська-Орочская, где обучается 68 учеников (по состоянию на 2013 г.), при мощности 240 мест. Имеется детский сад «Колокольчик», который посещают 32 ребёнка. Мощность детского сада 55 мест.
В селе имеются Дом Культуры и библиотека.

## Здравоохранение
В поселке имеется поликлиническое отделение КГБУЗ «Ванинская ЦРБ». Прием ведут терапевт и педиатр.
На территории села имеется филиал аптеки № 33 ведомства ХКГУП «Фармация».

## Связь
В селе имеется собственный ретранслятор, который транслирует три телевизионных программы (Первый канал, Россия-1 и Первое краевое телевидение), почтовой связи, отделение сбербанка, станция АТС на 200 номеров и пожарная служба.